# Roman Línek
Roman Línek (ur. 6 października 1963 w Pardubicach) – czeski inżynier budownictwa, samorządowiec, polityk centroprawicowy; pierwszy w historii hetman kraju pardubickiego w latach 2000–2004.

## Biografia
Urodził się w 1963 roku w Pardubicach, gdzie ukończył szkołę elementarną, a następnie średnią. Po pomyślnie zdanym egzaminie maturalnym podjął studia na Wydziale Budownictwa Lądowego Politechniki Czeskiej w Pradze uzyskując w 1986 roku tytuł zawodowy inżyniera. Następnie przez 5 lat pracował jako technik budowlany w zakładach w rodzinnym mieście. W 1989 roku wstąpił w szeregi Unii Chrześcijańskiej i Demokratycznej – Czechosłowackiej Partii Ludowej (KDU-ČSL). W 1990 roku z ramienia tej partii zasiadł w Radzie Miasta Pardubic, a rok później wybrano go na zastępcę burmistrza Pardubic ds. rozwoju, która sprawował do 1994 roku. W międzyczasie zasiadał w radzie nadzorczej spółki Dostihový a.s. oraz Přístav Pardubice as. W 1996 roku ukończył dwu semestralne studia podyplomowe dla managerów w European Business School Praha (MBA). W tym samym roku przeniósł się do Pragi obejmując posadę w Ministerstwie Rozwoju Regionalnego Czech zajmując się tematyką związaną z polityką regionalną, turystyką i integracją europejską. Dwa lata później powrócił ze stolicy do Pardubic, gdzie do 2000 roku był kierownikiem Działu Rozwoju Regionalnego Starostwa Powiatowego w Pardubicach.
W 2000 roku stał jako lider na czele Czwórkolacji w pierwszych wyborach samorządowych do Zgromadzenia Regionalnego nowo powstałego Kraju Pardubickiego uzyskując mandat radnego, który pełni nieprzerwanie do dzisiaj. Koalicja ta uzyskała najwięcej głosów – 29,37%, co dało mu stanowisko hetmana kraju. Sprawował je do końca kadencji w 2004 roku. Ponadto pełnił funkcję wiceprezesa Stowarzyszenia Regionów, członka Rady Naukowej Uniwersytetu w Pardubicach i delegacji obserwatorów krajowych w Komitecie Regionów Unii Europejskiej. Od 2004 do 2008 roku był pierwszym zastępca hetmana kraju pardubickiego, przy czym przez pewien czas podczas trwania drugiej kadencji faktycznie pełnił obowiązki hetmana wobec choroby, a następnie śmierci ówczesnego hetmana – Michała Rabasa. 8 czerwca 2013 roku na kongresie KDU-ČSL w Ołomuńcu został wybrany na wiceprzewodniczącego tego ugrupowania, które sprawował do kwietnia 2015 roku. W latach 2009–2012 był zastępcą hetmana kraju pardubickiego do spraw finansów i nieruchomości. W 2012 roku i 2016 zawiązał z innymi centroprawicowymi ugrupowaniami Koalicję na Rzecz Kraju Pardubickiego, która następnie weszła w skład kolacji rządzącej krajem, a sam Roman Línek objął ponownie urząd pierwszego zastępcy hetmana kraju.

## Życie prywatne i odznaczenia
Jest żonaty, a wraz z żoną Sarką mają dwie córki, Marietę i Sandrę. Posługuje się trzema językami obcymi: niemieckim, angielskim oraz rosyjskim. Jest honorowym członkiem Komitetu Wykonawczego Regionalnego Stowarzyszenia Strażaków Ochotników, członkiem Klubu Przyjaciół Pardubic oraz członkiem założycielem organizacji charytatywnej Lions.
W 2009 roku otrzymał pamiątkowy medal z rąk biskupa ordynariusza kralovohradeckiej Dominika Duki w zasłudze za długofalowe wsparcie projektów kościelnych i przykładną współpracę samorządu regionalnego z Kościołem. W 2010 roku został laureatem nagrody Cena Přístav, przyznawanej przez Czeską Radę ds. Dzieci i Młodzieży za wspieranie pozaszkolnej pracy z dziećmi i młodzieżą.